# Финаце (Марамуреш)
Финаце (рум. Fânațe) — село у повіті Марамуреш в Румунії. Входить до складу комуни Чернешть.
Село розташоване на відстані 388 км на північний захід від Бухареста, 19 км на південний схід від Бая-Маре, 85 км на північ від Клуж-Напоки.

## Населення
За даними перепису населення 2002 року у селі проживала 661 особа, усі — румуни. Усі жителі села рідною мовою назвали румунську.